# مقاطعة ويليامسبورغ (كارولاينا الجنوبية)
مقاطعة ويليامسبورغ هي مقاطعة في كارولاينا الجنوبية، بلغ عدد سكانها 34٬423  نسمة، في 2010، عاصمتها كينغستري.

## الموقع
تشترك في الحدود مع:
- مقاطعة فلورنسا (كارولاينا الجنوبية)
- مقاطعة بيركلي (كارولينا الجنوبية)
- مقاطعة جورج تاون (كارولاينا الجنوبية)
- مقاطعة ماريون (كارولاينا الجنوبية)
- مقاطعة كلارندون (كارولينا الجنوبية).

## التقسيمات الإدارية
- كينغستري.

## أعلام
- جيمس إيرفن
- مايك جيبسون